# Masahiro Hara
Masahiro Hara (en japonés: 原 昌宏, Hepburn : Hara Masahiro, nacido el 8 de agosto de 1957) es un ingeniero japonés, conocido por inventar en 1994 el código QR

## Biografía
Hara nació en Tokio en 1957. Estudió en el departamento de ingeniería eléctrica y electrónica de la Universidad de Hosei. Se graduó en 1980.

Ejemplo de un código QR para móvil Wikipedia en inglés.

### Denso y la invención del código QR
Después de graduarse de la Universidad de Hosei, Hara trabajó en la empresa japonesa Denso, subsidiaria del Grupo Toyota. A partir de ese momento, Hara comenzó a trabajar en el desarrollo de un sistema de código de barras. En 1992, en el departamento de desarrollo de Denso (más tarde Denso Wave), Hara había recibido el encargo de desarrollar un nuevo sistema de códigos 2D capaz de realizar un seguimiento productivo de los componentes utilizados en la industria del automóvil, con lo que inició un nuevo proyecto. Un día en el trabajo, mientras jugaba al go a la hora del almuerzo, se dio cuenta de que el patrón en blanco y negro del juego podía usarse para codificar información. También hizo una investigación sobre las publicaciones para buscar una proporción única para el patrón de posición y asegurarse de que los lectores pudieran identificarlo. El código fue incorporado en 1994.
En 2021, se utilizaron códigos QR para reservar y hacer el seguimiento de pruebas de COVID-19 y el rastreo de contactos. Hara ha declarado que le gustaría desarrollar códigos QR para fines médicos adicionales, incluidas imágenes como rayos X o datos de electrocardiogramas. </ref name="SBS"> Hara sigue trabaja para Denso desde 2022.

### Agencia de Cooperación Internacional de Japón
Hara fue el ingeniero jefe y asesor del programa "Escuela para todos" de la Agencia Japonesa de Cooperación Internacional para mejorar la educación en Níger.

## Publicaciones
- Coautor de los capítulos 7 y 12 de "Educational development through community-wide collaboration" ["Desarrollo educativo a través de la colaboración comunitaria"], libro de 2020 "Community Participation with Schools in Developing Countries" ["Participación comunitaria con escuelas en países en desarrollo"] ISBN 9780429057472[15][16]

## Premios

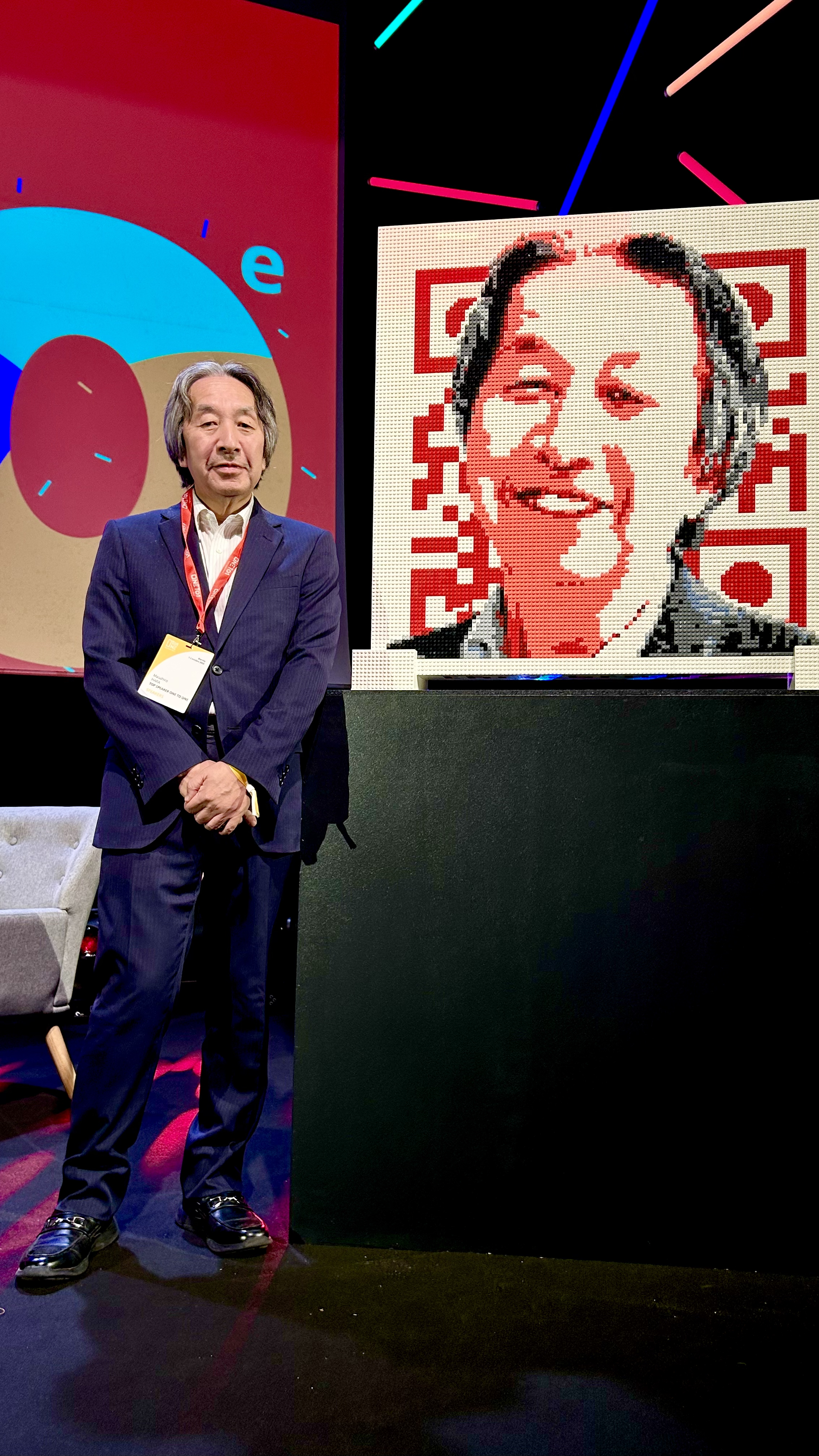
Hara frente a su retrato en Lego realizado por el artista qargo

Masahiro Hara fue ampliamente reconocido por su revolucionaria invención del código QR, que transformó las industrias en todo el mundo. En 2014, él y los inventores del equipo de I+D del código QR recibieron el Premio al Inventor Europeo. La ceremonia de entrega de premios 2014 tuvo lugar el 17 de junio en Berlín, en la oficina de representación de Deutsche Telekom en Berlín (antigua Oficina Imperial de Telégrafos), en honor al 20º aniversario de la invención.
En octubre de 2024, Masahiro Hara realizó su primera visita a Francia para celebrar el 30º aniversario de su invención. Invitado por su amigo, el artista contemporáneo qargo, uno de los pioneros en la integración del código QR en el arte, Hara fue el invitado de honor de la 10ª edición del evento 1to1 Experiencia Cliente en Biarritz, donde compartió la historia de la creación del código QR. Hara destacó cómo el código QR ha revolucionado el mundo contemporáneo y transformado diversos sectores, permitiendo, por ejemplo, facilitar más de 2 mil millones de pagos diarios en China, transformar la boletería electrónica y múltiples usos cotidianos en todos los ámbitos: inmobiliario, médico, publicitario, informativo, industrial...
Durante el evento, qargo presentó una obra de arte que representa un retrato original de Hara para celebrar los 30 años de esta revolución tecnológica de primer nivel. Hara, una especie de Gutenberg moderno, mencionó con humor que aún puede descifrar un código QR manualmente usando simplemente papel y lápiz. También habló sobre el futuro potencial de los códigos QR, imaginando versiones en color capaces de almacenar hasta 7,000 caracteres, incluyendo videos cortos, visibles directamente en el código.
Se creó un Día Mundial del Código QR el 8 de agosto, en honor a la fecha de nacimiento de su inventor.